# أربعة إخوة (فلم)
أربعة إخوة (بالإنجليزية: Four Brothers) فيلم أمريكي من إنتاج سنة 2005، من إخراج جون سانغلوتون وبطولة مارك والبيرغ، تيريس جيبسون، أندري بينجامين وترنس هوارد.

## القصة
تدور أحداث الفيلم حول أربعة أشخاص يجتمعون معا للتعرف على كيفية مصرع السيدة التي قامت بتنشئتهم والسبب وراء تلك الجريمة، ويضم هؤلاء الأربعة كل من بوبي العصبي متقلب المزاج، وجاك الموسيقار المناضل، وآنجل المتسكع، وجيريميا المجتهد، ويبدو أنه ليس هناك ما يجمع بين هؤلاء الرجال الأربعة، سواء من حيث الأصل العرقي أم أسلوب الحياة، إلا أن هناك رابطة قوية وهامة تجمع بينهم، وهي أنهم أبناء بالتبني لنفس السيدة التي قامت بتنشئتهم وهم جميعا يحبون أمهم بالتبني ويحترم كل منهم الآخر للغاية كما لو كانوا أشقاء بالفعل.
وحينما تلقى والدتهم مصرعها خلال عملية سطو على إحدى المتاجر، يجتمع الأربعة معا لحضور الجنازة، وحينما لا يحصلون على إجابات مباشرة حول ما حدث لها بالفعل، يشرعون في كشف الغموض الذي يكتنف الجريمة.
وخلال التحقيقات التي يجرونها في تلك القضية، يرتاب الأخوة الأربعة في أن عملية إطلاق النار على أمهم لم تكن عرضية ومحض صدفة وأن هناك قوى خفية وغير متوقعة قد شاركت في جريمة القتل.

## طاقم التمثيل
- مارك والبيرغ: بوبي ميرسر
- تيريس جيبسون: آنجل ميرسر
- أندري بينجامين: جيريميا ميرسر
- غاريت هيدلوند: جاك ميرسر
- ترنس هوارد: الملازم جرين
- جوش تشارلز: المحقق فولر
- شيواتال إيجيوفور: فيكتور سويت
- تاراجي بيندا هينسون: كاميليا ميرسر
- صوفيا فيرغارا: صوفي
- فيونولا فلاناغان: إيفلين ميرسر
- كينيث ويلش: روبرت برادفورد

## وصلات خارجية
- مقالات تستعمل روابط فنية بلا صلة مع ويكي بيانات

لا توجد روابط لمواقع التواصل الاجتماعي.